# Nauszika – A szél harcosai
A Nauszika – A szél harcosai (風の谷のナウシカ; Kaze no Tani no Nausika; Hepburn: Kaze no Tani no Naushika; angol címén Nausicaä of the Valley of the Wind) 1984-ben bemutatott japán animációs poszt-apokaliptikus fantasy kalandfilm Mijazaki Hajao rendezésében, amely Mijazaki azonos című mangája alapján készült. A filmet a Topcraft készítette a Tokuma Shoten és a Hakuhodo számára, a zenéjét Hiszaisi Dzsó szerezte, a producere Takahata Iszao volt.
A film Nauszikáról, a Szél völgyének ifjú hercegnőjéről szól, aki harcba száll Tolmekiával, egy királysággal, amely egy ősi fegyvert akar bevetni a Pusztulás tengere, a mutáns óriásrovarok dzsungele ellen. Nauszikának meg kell akadályoznia, hogy a tolmekok megtámadják a rovarokat. A film főszereplőit Simamoto Szumi, Naja Goró, Macuda Jódzsi, Szakakibara Josiko és Kajumi Iemasza szeijúk szólaltatják meg.
A filmet 1984. március 11-én mutatták be Japánban, és környezetvédelmi témájának köszönhetően azonnal elnyerte a WWF (Természetvédelmi Világalap) elismerését. Bár a Studio Ghibli megalakulása előtt készült, a filmet a stúdió első művének tekintik, és a Studio Ghibli Collection DVD-gyűjtemény is tartalmazza. A filmet számos díjjal jutalmazták, köztük az Animage Anime Grand Prix díjával 1984-ben és az Ófudzsi Noburó-díjjal 1985-ben.
A film alapján három videójáték és több művészeti album, illetve könyv is napvilágot látott.
Magyarországon először 1987-ben vetítették a mozik a film vágott változatát, majd a Best Hollywood adta ki a vágatlan változatot 2007-ben. Televízióban először az M2, majd később a Film+, a Film+ 2 és a Digi Film tűzte műsorára.

## Cselekmény
A történet ezer évvel azután játszódik, hogy a Hétnapos Tűzben, egy apokaliptikus háborúban megsemmisült az emberi civilizáció, és átadta helyét a hatalmas Pusztulás tengerének, ami egy mérgező dzsungel, ahol óriási mutáns rovarok élnek. Azokon a területeken, amelyeket még nem ért el a Pusztulás tengere, településeket létesítettek az emberek. E helyek egyike a Szél völgye, ahol a prófécia szerint egy ember, aki „kék ruhában arany mezőn jár”, fogja majd egyesíteni az embert és a természetet.
Nauszika (Nausicaä) a Szél völgyének életteli, vidám és békeszerető hercegnője sikeresen összebarátkozott a Pusztulás tengerével. Járja az erdőt, kommunikál a teremtményeivel, köztük az óriási, páncélos, trilobita-szerű ohmukkal. Rendszerint egy sugárhajtású siklórepülővel száll, és próbálja megtalálni a Pusztulás tengerének eredetét, megérteni annak természetét és megtalálni a gyógyírt az emberek és a világ számára.
Egy éjjel a próféciát beteljesítő személy után kutató Yupa mester, a völgy egyik kardforgatójának látogatása alatt, Tolmekia királyságának egy nagy rögzített szárnyú teherszállító repülőgépe lezuhan a völgyben. Nauszika az egyetlen túlélő segítségére siet, aki a pejitei Lastelle hercegnő. A gép egy óriásharcos embriót szállított, a hercegnő ennek elpusztítására kéri Nauszikát. Az óriásharcosok ember alkotta halálos biofegyverek, amelyek a Hétnapos Tűz okozói voltak. Az óriásharcos embrióját a pejiteiek találták meg, azonban a tolmekok elvették tőlük.
Következő reggel tolmek katonák Kushana hercegnő és Kurotowa irányítása alatt megszállják a völgyet, és biztosítják az óriásharcos embriót, az akció során megölve Nauszika beteg apját, Jihl királyt. Kushana terve, hogy kifejleszti az óriásharcost és felégeti vele a Pusztulás tengerét, bár a múlt ennek végzetes következményeire figyelmeztet. Kushana úgy dönt, hogy öt tússzal, köztük Nauszikával, Pejitébe megy. Mielőtt Nauszika elhagyná a Szél völgyét, Yupa mester felfedezi titkos, a Pusztulás tengeréből származó növényekkel beültetett kertjét. Nauszika szerint a tiszta talajon és vízen fejlődő növények nem mérgezőek, a Pusztulás tengerének talaját azonban hosszú ideig szennyezte az ember.
Kushana és kísérete nem éri el úti célját, mert egy pejitei vadászgép megtámadja és megtizedeli a gépeiket, mielőtt lelőnék azt. Nauszika gépét is találat éri, s fogolytársával és Kushanával a Pusztulás tengerébe zuhannak, felzaklatva néhány ohmut, amelyeket Nauszika nyugtat le. Nauszika elindul megkeresni Asbelt, a vadászgép pilótáját, aki Lastelle ikertestvére, de mindketten elmerülnek a futóhomokban, és egy nem mérgező világban találják magukat a tenger alatt. Nauszika felismeri, hogy a növények megtisztítják a szennyezett talajt és tiszta vizet termelnek, ami a föld alatt marad.

Nauszika „kék ruhában arany mezőn jár”

Nauszika és Asbel visszatérnek Pejitébe, de csak egy rovarok által elpusztított várost találnak. Néhány pejitei túlélő, akik egy gépre szállnak fel, felfedik, hogy ők csalták oda a rovarokat, hogy megsemmisítsék a tolmekokat, és ugyanezt szándékoznak tenni a Szél völgyével is, hogy visszaszerezzék az óriásharcost. Hogy bármilyen közbelépést megakadályozzanak, fogságba ejtik Nauszikát és leütik Asbelt. Később Nauszika Asbel és az édesanyja segítségével megszökik egy siklóval, mialatt tolmek katonák megszállják a gépet. Később Yupa mester békíti le a tolmekokat. Úton hazafelé Nauszikához csatlakozik Mito, és észrevesz egy pejiteiekből álló csapatot, akik egy sérült bébi ohmut használnak, hogy feldühödött ohmuk egész seregét csalják a völgybe. Nauszika visszaküldi Mitót a völgybe, ahol időközben harc bontakozik ki a szél völgyiek és a tolmekok között, hogy figyelmeztessen a közelgő veszélyre. A tolmekok tankokat és később az óriásharcost is bevetik, de eredménytelenül: a tankok túl gyengének bizonyulnak, az órásharcost pedig túl korán, kifejletlenül kénytelenek harcba küldeni, így szétesik.
Nauszika kiszabadítja a bébi ohmut és elnyeri a bizalmát, mialatt rózsaszín ruhája az ohmu vérétől kékre változik. Mindketten a csorda elé mennek, azonban az ohmuk keresztülgázolnak rajtuk. A csorda röviddel ezután lenyugszik, és az ohmuk csápjaikkal felemelik Nauszikát, s meggyógyítják sebeit. Nauszika felkel és táncolni kezd az aranyban ragyogó csápok százain, „kék ruhában arany mezőn jár”, így beteljesíti a próféciát. Az ohmuk és a tolmekok ezután elhagyják a völgyet, a túlélő pejiteiek pedig a Szél völgyében maradnak, és segítenek újjáépíteni azt. Ezalatt látható, ahogy egy fa hajt ki a föld alatt, utalva arra, hogy a bolygó gyógyulása megkezdődött.

## Szereplők
| Szereplő                                          | Japán hang               | Angol hang                          | Angol hang                       | Magyar hang                      | Magyar hang                               |
| Szereplő                                          | Japán hang               | 1. angol változat (New World, 1985) | 2. angol változat (Disney, 2005) | 1. magyar változat (MOKÉP, 1987) | 2. magyar változat (Best Hollywood, 2007) |
| ------------------------------------------------- | ------------------------ | ----------------------------------- | -------------------------------- | -------------------------------- | ----------------------------------------- |
| Nauszika (ナウシカ; Nausika; Hepburn: Naushika)   | Simamoto Szumi           | Susan Davis                         | Alison Lohman                    | N/A                              | Tamási Nikolett                           |
| Asbel (アスベル; Aszuberu; Hepburn: Asuberu)      | Macuda Jódzsi            | Cam Clarke                          | Shia LaBeouf                     | N/A                              | Gacsal Ádám                               |
| Kushana (クシャナ; Kusana)                        | Szakakibara Josiko       | N/A                                 | Uma Thurman                      | N/A                              | Ruttkay Laura                             |
| Yupa mester (ユパ; Jupa)                          | Naja Goró                | Hal Smith                           | Patrick Stewart                  | N/A                              | Görög László                              |
| Obaba (大ババ)                                    | Kjóda Hiszako            | N/A                                 | Tress MacNeille                  | N/A                              | Kassai Ilona                              |
| Kurotowa (クロトワ; Kurotova)                     | Kajumi Iemasza           | N/A                                 | Chris Sarandon                   | N/A                              | Betz István                               |
| Jihl király (ジル; Dzsiru; Hepburn: Jiru)         | Cudzsimura Mahito        | Alvy Moore                          | Mark Silverman                   | N/A                              | Gruber Hugó                               |
| Mito (ミト)                                       | Nagai Icsiró             | N/A                                 | Edward James Olmos               | N/A                              | Tóth Zoltán                               |
| Gol (ゴル; Goru)                                  | Mijaucsi Kóhei           | N/A                                 | Frank Welker                     | N/A                              | Szombathy Gyula                           |
| Gikkuri (ギックリ)                                | Janami Dzsódzsi          | N/A                                 | Jeff Glen Bennett                | N/A                              | Varga Tamás                               |
| Niga (ニガ)                                       | Jada Minoru              | N/A                                 | Mark Silverman                   | N/A                              | Uri István                                |
| Muzu (ムズ)                                       | Cudzsimura Maszato       | N/A                                 | James Arnold Taylor              | N/A                              | Ujlaki Dénes                              |
| Lastelle (ラステル; Raszuteru; Hepburn: Rasuteru) | Tominaga Miina           | Susan Sheridan                      | Emily Bauer                      | N/A                              | Sánta Annamária                           |
| Pejite vezetője                                   | Mugihito (Terada Makoto) | N/A                                 | Mark Hamill                      | N/A                              | Sztarenki Pál                             |
| Lastelle anyja                                    | Cuboi Akiko              | Patricia Parris                     | Jodi Benson                      | N/A                              | Fabó Györgyi                              |
| narrátor, főcím, stáblista felolvasása            | –                        | Hal Smith                           | Tony Jay                         | N/A                              | N/A                                       |

## Megvalósítás
Mijazaki Hajao rendezőként az 1979-es III. Lupin: Cagliostro kastélya című díjnyertes filmjével debütált. A film sikerének hatására az Animage felvette a kapcsolatot Mijazakival, hogy dolgozzon a cég számára. Mijazaki filmötleteit azonban elutasították, helyette egy manga elkészítésére kérték, ez lett a Kaze no Tani no Nausika. 1982-ben kezdte írni és rajzolni a mangát, megjelenése után hamar nagy sikerre tett szert. Az Animage tulajdonosa és a Tokuma Shoten igazgatója azzal fordult Mijazakihoz, hogy át kellene ültetni a mangát egy filmbe. Elsőre visszautasította, azonban végül elfogadta azzal a feltétellel, ha ő rendezheti.
A korai fázisban Takahata Iszao, mint vezető producer csatlakozott a projekthez, még az animációs stúdió kiválasztása előtt. Egy külső stúdióra volt szükség, mivel a Tokuma Shoten nem rendelkezett animációs stúdióval. Mijazaki és Takahata választása a Topcraftre esett. A stúdió munkája már ismert volt Mijazaki és Takahata előtt, és azért esett a Topcraftre a választás, mivel úgy vélték, hogy kellő tehetséggel rendelkeznek a manga változatos légkörének a filmre való átültetésére. 1983. május 31-én kezdődött a film gyártása. Mijazaki a forgatókönyv elkészítésénél nehézségekbe ütközött, ezért csak a manga tizenhat fejezetével dolgozott. Mijazaki a történet elemeit kívánta átemelni, és megvilágításba helyezni a Nauszika hazája elleni tolmek támadás történetét és szereplőit. Takahata az experimentális és minimalista zeneszerzőt, Hiszaisi Dzsót kérte fel a film zenéjének megkomponálására.
A forgatókönyvvel Mijazaki és Itó Kazunori (aki csak a kezdeti munkában vett részt) három hónap alatt készült el, így augusztusban kezdődhetett az animációs munka. Az animátorokat csak a film elkészítésére szerződtették le, és képkockánként kapták a fizetésüket. A filmet nagyrészt az akkoriban használatos celluloidlapos technikával és limitált animációs technikával készítették. Az ohmuk páncélját úgy készítették el kartonpapírból, hogy pikkelyenként mozgatható legyen, a Nauszika múltját felidéző álomjeleneteknél pedig több képkockát helyeztek egymásra többféle megvilágításban, amit többször fel is vettek. Az egyik jelenet animátora Anno Hideaki volt, aki később a Neon Genesis Evangelion rendezője lett. Annót annak a jelenetnek a megrajzolására kérték fel, amelyben az óriásharcos megtámadja a közelgő ohmukat, és amelyet Szuzuki Tosio a „film egy fénypontjának” nevezett. A film 1984 márciusára készült el kilenc hónapos ütemtervvel, költségvetése 1 millió dollár volt.

## Inspirációk, témák és motívumok
Mijazaki munkáját széles körben inspirálták más művek is, mint Ursula K. Le Guin Szigetvilág regényciklusa, Brian W. Aldiss Földburok (Hothouse), Isaac Asimov Leszáll az éj és J. R. R. Tolkien A Gyűrűk Ura művei. Dani Cavallaro érzi A hercegnő, aki szerette a rovarokat című japán népmese és William Golding műveinek hatását is. Nauszika nevét és személyiségét Homérosz Odüsszeiájának phaiák hercegnője ihlette. Bár gyakran Frank Herbert A Dűne című regényével kapcsolják össze, de eddig nem került megerősítésre, hogy az „ohmu” az angol „worm” szó szillabikus fordítása lenne. Mijzaki elképzelését a szennyezett világról és a szennyezett környezetre való természeti reakciókról a Minamata-öbölbeli higanyszennyezése (Minamata-kór) inspirálta. Ian DeWeese-Boyd szerint Nauszika „elkötelezettsége a szeretet, a megértés, sőt, a halál iránt, átformálja az őt körülvevő konfliktus természetét, és elkezdi eloszlatni azokat a torz nézeteket, amelyek miatt kialakult”.
A film legmarkánsabb témái a háborúellenesség és a természetközpontúság. Legfőbb mondanivalója, hogy a környezetet meg kell őrizni annak természetes formájában akkor is, ha nem aranyos, bolyhos állatokból áll, hanem ijesztő és bizonytalan életből. A főhősnő Nauszika hisz az élet értékében, annak megjelenési formája (Pusztulás tengere) ellenére is, és tetteivel megelőz egy háborút. A főhős egyértelmű ellentéte a filmben Kushana, aki csak az erőszakban és a hatalomban látja a problémák megoldását. David Loy és Linda Goodhew megállapítják, hogy a filmben nem jelenik meg a gonosz, de a gonosz buddhizmus szerinti gyökerei, a kapzsiság, a betegség és a tévhit jelen vannak. A félelem vezérli a konfliktusokat, a mérgezett erdőtől való félelem kapzsiságot és haragot szül. Nauszika ezzel szemben egy formáló erő, aki a természet megértésére és tiszteletére tanítja az embereket, ami befogadó, lelki és gyógyító azok számára, akik békével közelítik.
Susan J. Napier japanológus szerint Mijazaki filmje két esszenciális elemből építkezik: az egyik a poszt-apokaliptika, az emberiség pusztulása saját tettei miatt és az ezzel szemben álló Nauszika, aki szerint még van remény egy szebb jövőre. Az elbeszélés struktúrája a klasszikus apokaliptika elemeit használja. Nauszika három veszélytől próbálja óvni az embereket: a mérgezéstől, a háborútól és az ohmuktól, míg a befejezésben látható halál és újjászületés motívumában a konzervatív értékek, a tradíció és az ősi rend beteljesülése jelenik meg. A történetvezetés az európai keresztény apokalipszis-történetekhez hasonló, azonban a büntetés és a jutalom nem kap hangsúlyt. Már e korai filmben is megjelennek a Mijazaki egyfajta védjegyének számító motívumok. Az egyik ilyen az erős női főhős, aki egyesíti a férfi és női sztereotípiákat: jó harci és technikai érzéke van, emellett gondoskodó, és a sódzso szereplők bájossága jellemzi. A másik fontos motívum a repülés élménye, amit Mijazaki saját alkotású modellekkel tesz élvezetesebbé. Tim Johnson egyszer megjegyezte, hogy ezeket a szerkezeteket figyelve olyan érzés keríti hatalmába, hogyha megépítenék őket, képesek lennének működni. Később az OpenSky Project keretében a filmben látható egyik siklórepülő esetében ez valósággá is vált.

## Megjelenések

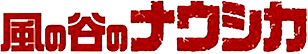
A Kaze no Tani no Nausika eredeti logója

### Japán
A filmet Japánban a Toei Company adta ki 1984. március 11-én. A Laserdisc változat a Ghibli Complete Collection: Studio Ghibli Complete LD Collection (; Dzsuburi ga Ippai Szutadzsio Dzsiburi LD Zensú; Hepburn: Juburi ga Ippai Sutajio Jiburi LD Zenshuu) részeként jelent meg. Az Animage eredeti VHS-változatát a Buena Vista adta ki újra 1997. szeptember 19-én. Három DVD-változat is kiadásra került, az általános és a figurás csomagolású kiadvány 2003. november 19-én, míg egy gyűjtői változat 2003. december 7-én került piacra. 2010. július 14-én Blu-ray lemezen is kiadták, amely a tömörítetlen japán LPCM sztereo hangsáv mellett angol szinkront és angol feliratot is tartalmaz.

### Észak-Amerika

#### Warriors of the Wind

Óriásharcosok (fent) és ohmuk (lent)

Az 1980-as években a New World Pictures készített egy 95 perces szinkronizált változatot Warriors of the Wind címmel, amelyet 1985 júniusában vetítettek a mozik, VHS-en pedig 1985 decemberében jelent meg. A szinkronszínészeket azonban nem tájékoztatták a film cselekményéről és erősen megvágták, hogy egy gyerekeknek szóló filmet készítsenek belőle. A film így elvesztette mondanivalóját, a környezeti témát felhígították, az ohmukat agresszív ellenségként mutatták be. A legtöbb szereplőt átnevezték, így például Nauszikából Zandra hercegnő, Asbelből Milo herceg lett. A VHS-kiadás borítóján a filmben meg sem jelenő férfi szereplők egy csoportja látható, amint egy feltámasztott óriásharcoson állnak. Észak-Amerikán kívül is megjelent a film több címen, így Németországban Sternenkrieger címen, Magyarországon A szél harcosai címmel.

#### A 2005-ös vágatlan kiadás
A Nauszika vágatlan és újraszinkronizált változatát a Buena Vista Home Entertainment adta ki DVD-n 2005. február 22-én az 1-es régióban. A DVD tartalmazza a japán hangsávot is angol felirattal. Az Optimum Home Entertainment a 2-es régióban, a Madman Entertainment pedig a 4-es régióban forgalmazza. Az Optimum Home Entertainment 2010. október 18-án a 2-es régióban is kiadta Blu-ray lemezen. Az Egyesült Államokban és Kanadában 2011. március 8-án jelent meg a Walt Disney Studios Home Entertainment kiadásában.

### Magyarország
Magyarországon 1987. november 19-én mutatták be a mozik a MOKÉP forgalmazásában a film vágott változatát A szél harcosai címmel, a rendszerváltás előtt vetített kevés anime egyikeként. A szél harcosai VHS-en is megjelent a VICO forgalmazásában. A vágatlan változatot 2007. augusztus 28-án adta ki a Best Hollywood egy tizenkét részes Studio Ghibli-sorozat tagjaként. A DVD magyar, japán és angol szinkron mellett magyar feliratot és audiokommentárokat is tartalmaz. A vágatlan változatot több televíziócsatorna is műsorára tűzte, elsőként az M2, 2008. április 19-én, majd később a Film+, a Film+ 2 és a Digi Film is vetítette.

## Filmzene
A film zenéjét Hiszaisi Dzsó komponálta, a „Kaze no Tani no Nausika” témazenét Hoszono Haruomi szerezte és Jaszuda Narumi énekelte. Számos a filmmel kapcsolatos zenei CD került kiadásra.
- Kaze no Tani no Nausika: Image Album <Tori no hito> (風の谷のナウシカ イメージアルバム 鳥の人) 1983. november 25-én jelent meg
- Kaze no Tani no Nausika: Symphony <Fú no denszecu> (風の谷のナウシカ シンフォニー 風の伝説) 1984. február 25-én jelent meg
- Kaze no Tani no Nausika: Soundtrack <Haruka na csihe> (風の谷のナウシカ サウンドトラック はるかな地へ) 1984. március 25-én jelent meg
- Kaze no Tani no Nausika: Drama Version <God of Wind> (風の谷のナウシカ・ドラマ編) 1984. április 25-én jelent meg
- Kaze no Tani no Nausika: Best Collection (風の谷のナウシカ BEST) 1986. november 25-én jelent meg
- Kaze no Tani no Nausika: Hi-tech Series (風の谷のナウシカ・ハイテックシリーズ) 1989. október 25-én jelent meg
- Kaze no Tani no Nausika: Piano Solo Album <For the Easy Use with Beyer> 1992. március 25-én jelent meg

## Kapcsolódó média

### Manga
Miyazaki mangaváltozata 12 év alatt készült el, jelentős szünetekkel, amik alatt a filmjein dolgozott. A Tokuma Shoten Animage magazinjában publikálták rendszeresen, az első fejezet 1982 februárjában, míg az utolsó 1994 márciusában jelent meg. A filmadaptáció forgatása alatt még csak tizenhat fejezet volt kész, így némi módosítással ezek kerültek feldolgozásra. A manga végül 59 fejezetes lett (58 + 1 zárófejezet), amelyet hét kötetben adtak ki, az utolsó 1995. január 15-én jelent meg. Az angol nyelvű változatot eredetileg Toren Smith és Dana Lewis készítette a Studio Proteustól, egy hosszabb szünet után azonban a Viz Media folytatta egy teljesen új fordítócsapattal.

### Videójátékok
Három videójáték jelent meg a manga és a film alapján. Mindhármat a Technopolis Soft fejlesztette, és a Technopolis Soft, illetve a Tokuma Shoten adta ki. A Nausika Kiki Ippacu egy shoot 'em up videójáték, amelyet 1984-ben adtak ki NEC PC-6001 számítógépre. A Kaze no Tani no Nausika (風の谷のナウシカ; Hepburn: Kaze no Tani no Naushika) egy kalandjáték, amelyet NEC PC-8801 számítógépre adtak ki az 1980-as években. A legismertebb a harmadik játék, a Vaszure dzsi no Nausika Game (忘れじのナウシカ・ゲーム; Hepburn: Wasure ji no Naushika Game), amely MSX számítógépre jelent meg, és gyakran tévesen úgy utalnak rá, mint a játékra, amelyben ohmut lehet lőni. E Nauszika-adaptációk a kevés Mijazaki-filmen alapuló játékok közé tartoznak. Luke Plunkett rémesnek nevezte a NEC PC-re kiadott játékokat, és úgy vélekedett, hogy nagyban hozzájárultak ahhoz, hogy Mijazaki nem engedélyezett több videójáték-adaptációt a filmjeihez.

### Albumok
Egy művészeti album The Art of Nausicaä (ジ・アート・オブ　風の谷のナウシカ; Hepburn: Ji āto Obu Kaze no Tani no Naushika) címmel 1984. június 20-án jelent meg a Tokuma Shoten kiadásában. Az album a film készítésének korai fázisából tartalmaz rajzmunkákat, de megtalálhatók benne Kitajama Kazujosi rendezőasszisztens kommentárjai is. Egy másik művészeti album, a Kaze no tani no Nausika Mijazaki Hajao szuiszaiga-sú (風の谷のナウシカ　宮崎駿水彩画集; Hepburn: Kaze no tani no Naushika Miyazaki Hayao suisaiga-shū) 1995. szeptember 5-én jelent meg a Tokuma Shoten kiadásában. Tartalmaz rajzokat a mangából, storyboardokat a filmhez, Mijazaki Hajao dedikált képeit és interjúkat a Nauszika megszületéséről. Az albumot angol és francia nyelvre is lefordították. Egy kétkötetes, gyermekeknek szóló kiadvány 1988. március 31-én jelent meg. Két storyboardokat tartalmazó bunkobon könyv is megjelent. A Tokuma Shoten 1990. november 20. és 1990. december 20. között jelentette meg négy kötetben a film képregény változatát, minden héten egy kötetet.

## Siklórepülők és a film

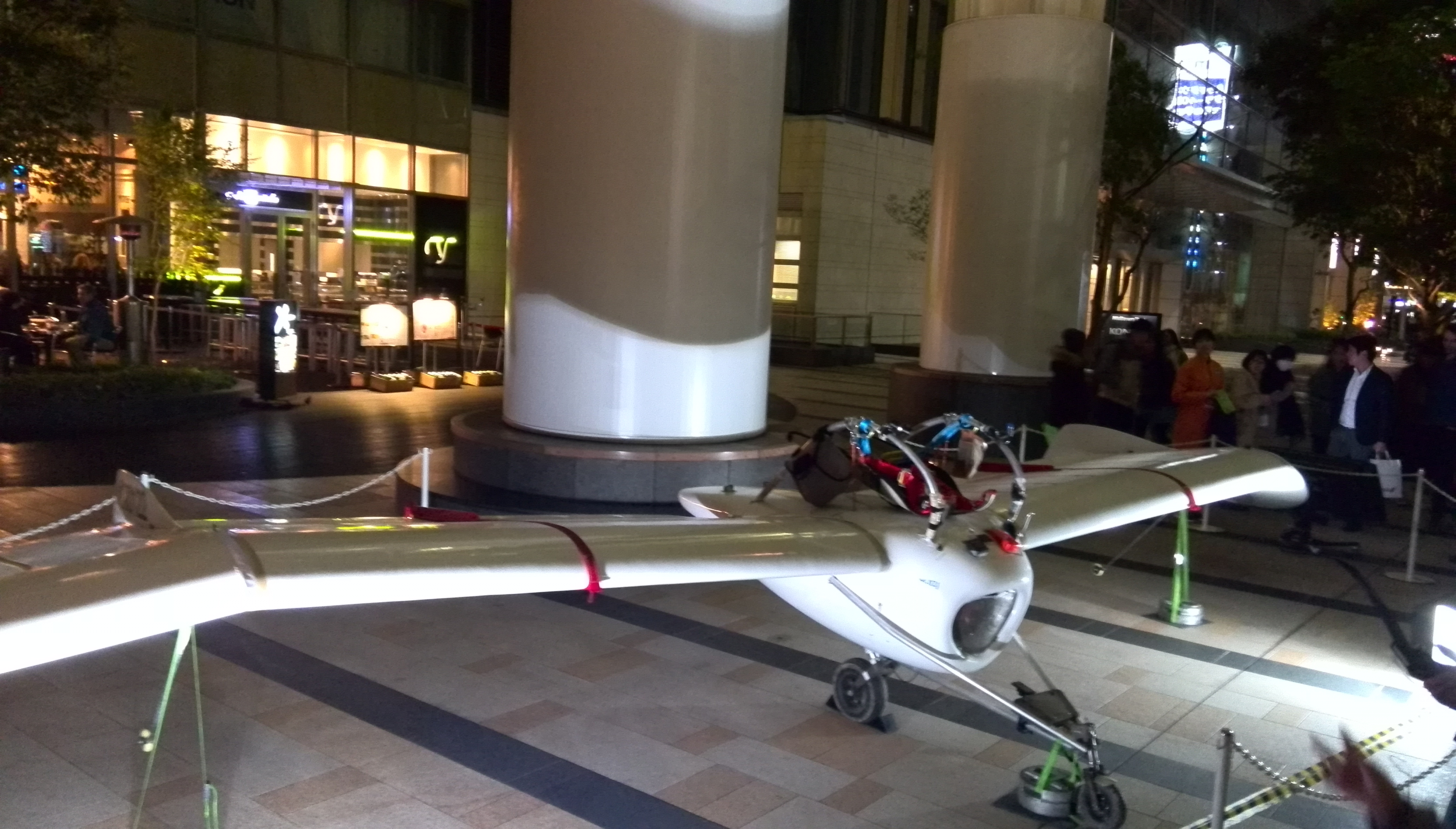
A Möwe kiállított példánya

A filmben többféle siklórepülő is feltűnik, a főszereplő egy sugárhajtású, egyszemélyes, rögzített szárnyú változatot használ. A hivatalos filmkönyvben megemlítik, hogy a sikló a Möwe (メーヴェ; Méve; Hepburn: Mēve) nevet viseli, ami németül sirályt jelent. Hivatalos adatai szerint szárnyfesztávolsága 5,8 méter (az 1/20-as méretarányú műanyag modell esetén 29 cm), tömege 12 kg. 2004-ben a japán vezetésű OpenSky Aircraft Project megkísérelte megépíteni a sikló élethű, működő mását. Először két életnagyságú, hajtómű nélküli változat készült M01 és M02 kódnévvel, majd egy fele akkora, sugárhatású, távirányítható változat készült el Moewe 1/2 névvel. A tervező és a tesztelő elutasította a projekt Studio Ghibli és Mijazaki Hajao általi hivatalos elfogadását, mivel mint megjegyezték, nem akartak számukra problémát okozni egy esetleges baleset esetén. Végül a JX0122 számú sugárhajtású változat képes volt saját magát és utasát is felemelni, először 2013. szeptember 3-án.

## Fogadtatás

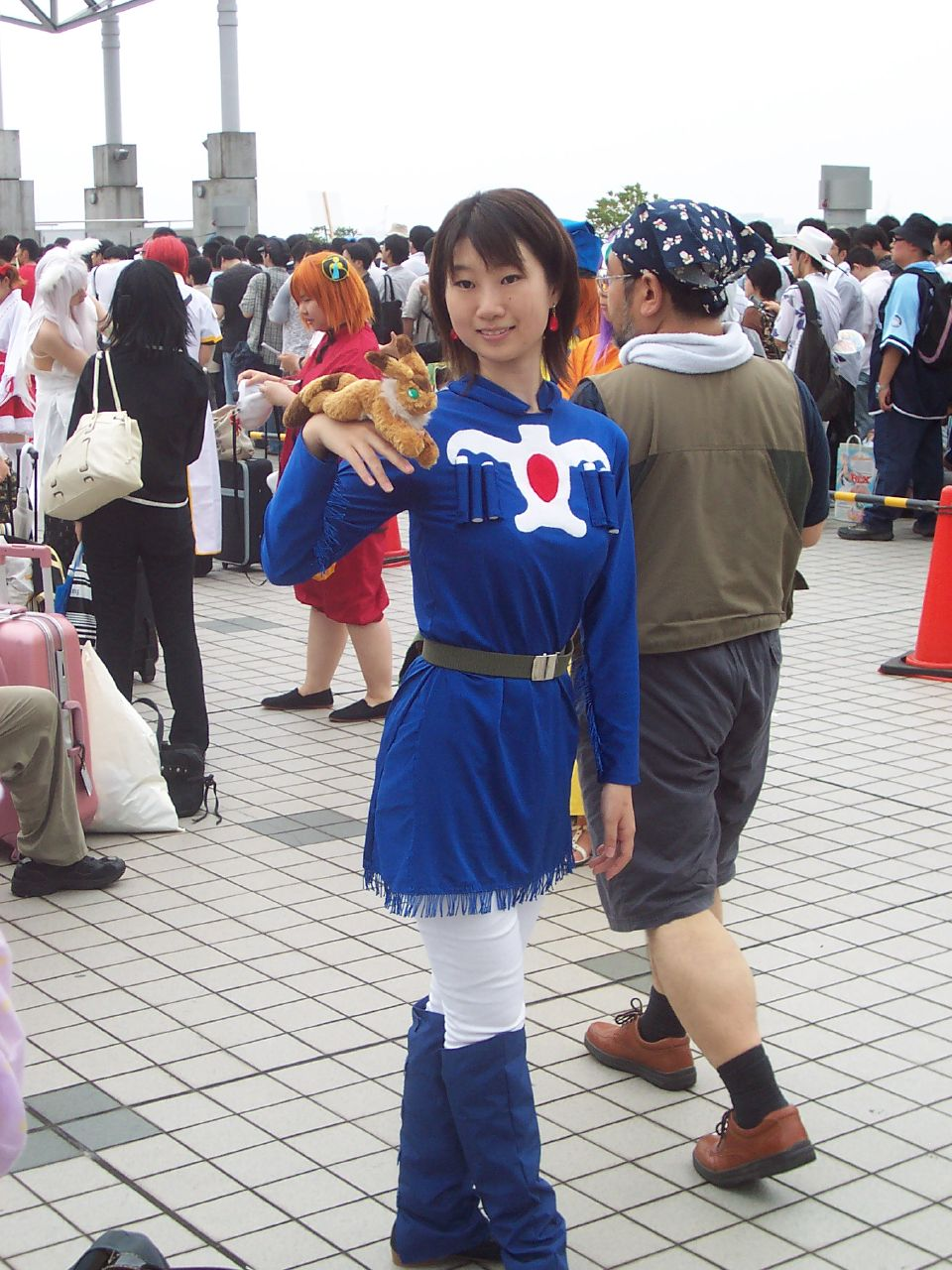
Nauszikának öltözött cosplayjelmezes

A Nauszika – A szél harcosai többnyire pozitív értékelést kapott a kritikusoktól, és rendszeresen a legjobb japán animációs filmek közé sorolják. Közel egymillió mozijegy eladásával 1,48 milliárd jen bevételt hozott, a forgalmazás pedig még 742 millió jen bevételt jelentett. Megjelenése jelentős hatást gyakorolt az anime fejlődésére, és a film sikere vezetett a Studio Ghibli és több más animestúdió megalapításához. Bemutatása után környezetvédelmi témájának köszönhetően azonnal elnyerte a WWF elismerését. A filmet az Animage 1984-es Anime Grand Prix díjátadóján a legjobb filmnek járó díjjal jutalmazták, emellett a főszereplőt a legjobb női szereplőnek, annak szinkronhangját, Simamoto Szumit pedig a legjobb női szeijúnak választották. 1985-ben a Fantafestivalon a legjobb kisfilm kategóriában díjazták, míg a Kinema Junpo Awardson a legjobb filmért járó Readers’ Choice Awardot nyerte el, a Mainichi Film Concourson pedig az Ófudzsi Noburó-díjjal jutalmazták.
Mijazaki egészen A vadon hercegnője megjelenéséig leginkább a Nauszika alkotójaként volt ismert nyugaton. Frederik L. Schodt dicséri a filmet, mint a manga egy sikeres átültetését, és kiemeli, hogy a nyugati produkciókhoz képest alacsony költségvetése ellenére minőségi az animáció. Az elbeszélő stílus, a sci-fi és a középkor ötvözése, valamint az ökológiai kérdések mesterien lettek átfordítva a film nyelvére. Patrick Drazen a rendező egyik első mesterművének nevezi a filmet, amelyben a poszt-apokaliptikus világ a Bubblegum Crisisszel vagy a Neon Genesis Evangelionnal összevetve sokkal kiábrándítóbban jelenik meg. Theron Martin az Anime News Networktől dicsérte a szereplődizájnt, Mijazaki Hajao rendezői és Hiszaisi Dzsó zeneszerzői munkásságát. Hozzátette, hogy helye van minden idők klasszikus animefilmjeinek bármelyik rövid listáján való szereplésre. A Commonsense Media, amely a gyermekmédiáról hivatott informálni a szülőket, pozitívan értékelte a filmet, annak pozitív szerepmodelljeiért és pozitív üzeneteiért, de figyelmezteti a szülőket drámai történetéről és erőszakos jelenteiről.
A Nauszika a 16. helyet szerezte meg minden idők 150 legjobb animációs filmjét és sorozatát tartalmazó listáján, amelyet a 2003-as Tokiói Laputa Animációs Fesztiválra készítettek el egy nemzetközi szintű felmérés során, 140 animációs művész és kritikus megkérdezésével. A Rotten Tomatoes filmkritikai oldalon 88%-ban pozitív értékelést kapott és 16 kritika alapján 8,04/10-es átlagpontozást állapították meg. A Time Out munkatársai a 96. helyre sorolták a filmet a 100 legjobb animációs filmet tartalmazó listájukon. A Total Film 75 legnagyobb animációs filmjét tartalmazó listáján a 41. helyet érte el. A Japán Kulturális Ügyekért Felelős Hivatal egy 2007-es közönségszavazásán a Nauszikát az 1980-as évek legjobb japán animációs filmjének és minden idők második legjobb japán animációjának választották.
A film főként ökológiai üzenetével hatott több későbbi műre. Szakagucsi Hironobu, a Final Fantasy megalkotója elmondta, hogy a manga és a film is hatott sorozatára, többek között a Chocobo nevű madárt inspirálta a játékokban. Számos játékban tűntek fel ohmu-szerű lények, köztük a Metal Slug 3, a Cyber Core és a Viewpoint videójátékokban. A Crystalis videójáték több alapelemében azonos a filmmel, mint az ohmukra emlékeztető rovarokkal.
A Warriors of the Wind kapcsán az elégedetlen Mijazaki azt javasolta, hogy mindenkinek „ki kellene verni a fejéből”. A Studio Ghibli és Mijazaki arra kérte a rajongókat, hogy felejtsék el ezt a változatot, és később elfogadtak egy szigorú szerkesztést tiltó feltételt a külföldi kiadók számára a jövőben megjelenő filmekre. Miután értesültek, hogy a Miramax társelnöke, Harvey Weinstein meg szeretné vágatni A vadon hercegnője című filmet, hogy piacképesebbé tegye, a Studio Ghibli egyik producere egy autentikus katanát küldött egy rövid üzenettel: „No cuts” („Egy vágást se!”). A számos kritika ellenére a Warriors of the Wind az első helyet szerezte meg az 1985-ös Los Angeles International Animation Celebrationön.
Magyar vonatkozásban az AnimeStars ismertetőjében hőstörténetnek nevezi a filmet, és szinte homéroszinak a történetvezetést, ami bemutatja az ember gyarló és törekvő, ugyanakkor békeszerető oldalát is.

## Díjak és jelölések
| Év        | Díj                        | Kategória                               | Jelölt(ek)                                      | Eredmény |
| --------- | -------------------------- | --------------------------------------- | ----------------------------------------------- | -------- |
| 1984      | 7. Anime Grand Prix        | Legjobb anime                           | Nauszika – A szél harcosai                      | Elnyerte |
| 1984      | 7. Anime Grand Prix        | Legjobb női szereplő                    | Nauszika                                        | Elnyerte |
| 1984      | 7. Anime Grand Prix        | Legjobb szeijú (női)                    | Simamoto Szumi (Nauszika hangja)                | Elnyerte |
| 1984      | 7. Anime Grand Prix        | Legjobb dal                             | Kaze no Tani no Nausika (szerző: Hiszaisi Dzsó) | Jelölve  |
| 1985      | Fantafestival              | Legjobb kisfilm                         | Mijazaki Hajao                                  | Elnyerte |
| 1985      | Kinema Junpo Awards        | Readers' Choice Award a legjobb filmért | Mijazaki Hajao                                  | Elnyerte |
| 1985      | 39. Mainichi Film Concours | Ófudzsi Noburó-díj                      | Mijazaki Hajao                                  | Elnyerte |
| Források: |                            |                                         |                                                 |          |

## Fordítás
Ez a szócikk részben vagy egészben  a   Nausicaä of the Valley of the Wind (film) című angol Wikipédia-szócikk ezen változatának fordításán alapul.  Az eredeti cikk szerkesztőit annak laptörténete sorolja fel. Ez a jelzés csupán a megfogalmazás eredetét és a szerzői jogokat jelzi, nem szolgál a cikkben szereplő információk forrásmegjelöléseként.